# Allport (Arkansas)
Allport – miasto w Stanach Zjednoczonych, w stanie Arkansas, w hrabstwie Lonoke.